# Tamako Kataoka
Tamako Kataoka (片岡 玉子?, Kataoka Tamako), conosciuta anche con il suo cognome da sposata Tamako Nobi (野比 玉子?, Nobi Tamako), è un personaggio dell'anime Doraemon.

## Biografia del personaggio
Tamako Kataoka è sposata con Nobisuke Nobi, con il quale ha avuto un figlio Nobita. Ha 38 anni (anche se dice di averne 35) ed è un'instancabile casalinga amante della pulizia, costretta però ad usare vecchi elettrodomestici che puntualmente la piantano in asso. Doraemon spesso la aiuta, procurandole persino un aspirapolvere o trasformandole la mano in un ferro da stiro. 
Miope fin da quando era ragazzina porta un paio di grossi occhiali tondi simili a quelli di Nobita, senza i quali vede poco o nulla. Oltre a questo non sopporta di vedersi addosso i segni dell'età come le rughe e i primi capelli bianchi e si arrabbia notevolmente quando qualcuno glielo fa notare. 
Teme tanto gli scarafaggi e non vuole affatto che suo figlio tenga un animale in casa: Nobita è quindi la maggior parte delle volte costretto a nasconderlo agli occhi della madre; solo raramente Tamako ha accettato di tenere un animale in casa.
Uno dei più grandi rimpianti di Tamako è quello di avere perso da piccola un anello con diamante che possedeva sua madre di grande valore, anche se nell'anime 2005 si viene a scoprire che il diamante era semplicemente un oggetto di bigiotteria. Sempre da piccola, Tamako non aveva un buon rendimento scolastico e raramente prendeva la sufficienza nei compiti in classe: tuttavia per stimolare il figlio ad impegnarsi, è solita raccontargli che era la prima della classe. La sua migliore amica Naa-chan si era trasferita in Inghilterra, e le aveva lasciato come ricordo una meravigliosa Bambola Imperatrice. Moltissimi anni dopo, le due amiche hanno avuto comunque l'occasione di rivedersi per la Festa della Donna.
Talvolta Tamako ha intrapreso delle diete, soprattutto per invidia nei confronti della madre di Suneo che si vanta costantemente del suo fisico. Nei momenti di dieta Tamako diventa però estremamente irascibile ed intrattabile, con conseguenze negative su tutta la famiglia. Anche in altre occasioni è possibile constatare comunque l'eterna competizione fra le due madri le quali pur non esplicitamente, si scambiano frasi pungenti. Altra caratteristica di Tamako è quella di non essere interrotta durante le sue telefonate con le amiche, che durano sempre molte ore.
Anche se è il marito a portare a casa lo stipendio, Tamako gestisce l'economia familiare con ferrea disciplina: è solita infatti chiudersi in salotto con registro e calcolatrice per far quadrare i conti del mese. Il più delle volte i soldi sono appena sufficienti a coprire le spese e così la donna è costretta a rinunciare a molte cose tra cui comprare vestiti ed elettrodomestici nuovi, oltre ovviamente ad assottigliare la paghetta di Nobita. Il protagonista non essendo ancora maturo per capire che ci sono spese prioritarie, crede spesso che la madre ce l'abbia con lui per il suo scarso rendimento scolastico (ragion per cui invidia molto Suneo, la cui paghetta è sempre costante ed abbondante).
Il rapporto di Tamako con Nobita è estremamente particolare: vuole molto bene a suo figlio, ma non sopporta il suo pessimo rendimento scolastico e quando combina un guaio che la coinvolge. Per queste ragioni lo rimprovera praticamente in ogni episodio, iniziando spesso a sgridarlo con il suo classico urlo: "NOBIIIITAAAAAAAA!!". Cerca di farlo studiare in ogni modo, ripetendogli spesso la frase "Hai fatto i compiti?", oppure "Non uscirai a giocare finché non avrai fatto tutti i compiti!", ma con scarsi risultati. Invita spesso il figlio a prendere esempio da Shizuka e Dekisugi riguardo allo studio, o d'altro canto glielo impone minacciando di togliergli la paghetta. In alcune occasioni, Nobita ha comunque preso la sufficienza o persino 100, il voto massimo. Odia che Nobita salti la scuola e cerca in ogni modo di impedire che ciò avvenga e non sopporta inoltre il disordine nella camera del figlio. Per evitare ciò spesso ricorre a metodi estremi, quali buttare via tutti i fumetti di quest'ultimo o non preparargli la merenda. Tamako è severa con Nobita non solo con i suoi rendimenti lavorativi, infatti per tutta la serie lo rimbrotta e lo sculaccia anche per cose non riguardanti la scuola, dimostrando quindi di essere molto brusca nell'educare il figlio.
In questi casi, la reazione di Nobita non si fa attendere: non di rado scappa di casa o cerca di andare a vivere da solo e talvolta chiede persino a Doraemon un chiusky capace di cambiargli madre, cercando di trovarne una più adatta alle sue "esigenze". Spesso Tamako incontra anche il maestro Aigo Teketoshi, deluso dal rendimento scolastico di Nobita e i due rimbrottano quest'ultimo insieme. Per fare studiare Nobita ha talvolta usato dei chiusky, servendosi anche della complicità di Doraemon. Alla fine comunque Tamako vuole molto bene al figlio e lo perdona sempre anche se spesso non comprende certi discorsi o comportamenti del figlio, che la lasciano estremamente perplessa. Per colpa dei chiusky ha fatto anche delle gaffe molto imbarazzanti e si è persino trasformata in un lupo mannaro.
In un episodio, Nobita si reca con Doraemon per scoprire il rendimento scolastico di sua madre. Al contrario di ciò che lei raccontava al figlio era come lui, negata nello studio e nello sport. Tuttavia proprio come Nobita, era coraggiosa e di buon cuore.
In futuro il quartiere dove vivevano i personaggi della serie verrà raso al suolo e verrà creato un parco comunale. Nobita quando riuscirà a sposare Shizuka, nell'episodio in cui Nobita e Doraemon scoprono che Nobita riuscirà a cambiare il suo destino, lei e Nobisuke sono entrambi fiduciosi che il figlio ormai cresciuto, riuscirà ad essere un buon marito e un buon padre. Tamako non è molto cambiata in futuro, è soltanto invecchiata. 
Nella versione inglese dell'anime più recente Tamako è chiamata Tammy, mentre il marito prende il nome di Toby. Riguardo al rapporto con il marito, sappiamo che la dichiarazione di matrimonio è avvenuta il 3 novembre alle 17 in punto, davanti ad una fontana in un grande parco e Tamako tiene molto ai ricordi dei giorni del loro fidanzamento, arrabbiandosi notevolmente se il marito ha qualche dimenticanza.